# 盧卡什夫卡 (佐洛托諾沙區)
49°46′33″N 32°14′12″E / 49.77583°N 32.23667°E
盧卡希夫卡（烏克蘭語：Лукашівка）是位於烏克蘭中部的村莊，由切爾卡瑟州佐洛托諾沙區的佐里夫卡市鎮負責管轄。該村始建於十八世紀，面積1.55平方公里，海拔高度115米，2001年人口398，人口密度每平方公里256.8人。